# Evolution Studios
Evolution Studios（エボリューションスタジオ）とは、イギリスのゲーム開発会社である。1999年に設立された。
イングランドのチェシャーを拠点としている。世界ラリー選手権のゲームを製作、ソニー・コンピュータエンタテインメントのPlayStation 2用として発売されている。
2007年1月、ソニー・コンピュータエンタテインメントに買い取られた。
2016年3月22日、スタジオを閉鎖したことが発表された。人材や資産の大半はほぼそのままコードマスターズに引き継がれており、今後は同社の一部門としてゲーム開発を行っていくとしている。

## 開発されたゲーム
- MotorStorm
- MotorStorm2
- MotorStorm Apocalypse（日本発売中止）
- MotorStorm Raging Ice
- WRC 世界ラリー選手権
- WRC 世界ラリー選手権2
- WRC 世界ラリー選手権3
- WRC 世界ラリー選手権4
- WRC ラリーエボルヴ
- DRIVECLUB